# Faro de Cannanore
El Faro de Cannanore (en malayalam: കണ്ണൂർ വിളക്കുമാടം) se encuentra cerca de la playa Payyambalam, a pocos kilómetros de la ciudad de Kannur, en el estado de Kerala, al sur de la India. Se encuentra junto a un parque con vista al mar y una residencia de invitados del gobierno. El faro sigue activo y ofrece vistas al mar Arábigo. Cannanore (Kannur ahora) fue un importante puerto marítimo bajo los gobernantes del siglo XV en el norte de Malabar, La Kolathiris (los gobernantes de Kolathunad) y Arakkal Ali Rajas de Kannur (el único reino musulmán de Kerala). El puerto tenía conexiones marítimas con los puertos de Madrás, Colombo, Tuticorin, Alleppey, Mangalore, Bombay y Karachi.